# Evolva Telecom
Compania Evolva Telecom oferă servicii de Internet pe piața românească de la începutul anului 2002. Până la 21 ianuarie 2005 s-a numit Kappa Invexim SRL. În prezent (2007) aria de acoperire include municipiul București (unde oferă servicii pe 90% din suprafață) și orașele Ploiești, Buzău, Craiova, Iași, Constanța și Timișoara.